# Каско дел'Аква (Перуђа)
Каско дел'Аква је насеље у Италији у округу Перуђа, региону Умбрија.
Према процени из 2011. у насељу је живело 96 становника. Насеље се налази на надморској висини од 211 м.